# یونگینگن
یونگینگن (به آلمانی: Jungingen) یک شهر در آلمان است که در تسولرنالبکرایس واقع شده‌است. یونگینگن ۱٬۴۵۴ نفر جمعیت دارد.